# Jordán Bruno Genta
Pour les articles homonymes, voir Genta.
Jordán Bruno Genta, né à Buenos Aires le 2 octobre 1909 et mort le 27 août 1974 au même endroit, est un écrivain national-catholique et antisémite argentin, qui exerça une influence sur l'extrême droite argentine ainsi que sur les militaires de deux dictatures successives, la « Révolution argentine » (1966-73) et le « Processus de réorganisation nationale » (1976-83). Genta fut professeur de philosophie et de lettres, ainsi que recteur de l'Instituto Nacional del Profesorado à Buenos Aires.

## Biographie
Bruno Genta est le second fils de Carlos Luis Genta, un anarchiste, et de Carolina Coli. Son prénom lui a été donné en l'honneur du martyr de l'Inquisition Giordano Bruno. Lui-même anarchiste, il se convertit au catholicisme à 31 ans. 
À la suite de la réforme de l'éducation initiée dans la province de Buenos Aires par le gouverneur Manuel Fresco (lui-même pro-fasciste), Genta fut nommé au nouvellement créé Institut national du professorat (un type d'école normale), aux côtés de nombreuses autres personnalités nationalistes. 
En 1943, après avoir été conseiller civil du GOU (Groupe d'officiers unis, nationaliste et pro-fasciste) qui organisa le coup d'État du 4 juin 1943, il fut nommé interventor à l'université nationale du Littoral. Il engagea alors une purge des prétendus « juifs » et « communistes » de l'université qui prit des proportions telles qu'à la rentrée il n'y avait plus assez de professeurs pour assurer les cours: cela provoqua sa démission contrainte à peine deux mois après avoir été nommé. Fortement critiqué par le mouvement radical FORJA dans sa gestion paranoïaque de l'université, la polémique alla jusqu'à un affrontement armé entre Genta et Arturo Jauretche, qui fut brièvement incarcéré à la suite de cette passe d'armes. 
Tout comme son aîné Julio Meinvielle, il s'oppose fortement au péronisme en raison des réformes sociales mises en œuvre. 
Genta se revendiquait thomiste et anti-moderniste. Il écrit des textes violemment anti-démocratiques et anti-communistes (« La democracia nos lleva al comunismo », Combate, 79, 1960, ou « La démocratie nous mène au communisme »), et considère dès les années 1940 l'armée comme seul espoir de l'Argentine, honnissant le gouvernement des civils. Ces idées sont diffusées lors de Conférences au Cercle militaire (es) (conférence du 30 juin 1943, « La funcion militar en la existencia de la libertad », publiée in Revista militar, juin 1943, p.3-17 ). 
Au début des années 1960, il est appelé par l'Aviation militaire pour donner des cours, ce qui lui donne l'occasion de diffuser encore ses théories anti-libérales  et de prôner une « dictature militaire catholique » , souhait réalisé dès le coup d'État de 1966 qui instaure la dictature de la Révolution argentine. Il publie alors La Guerre contre-révolutionnaire (1964) , dans lequel on peut lire :
« La doctrine et la pratique communiste n'est rien d'autre que le libéralisme moderne, poussé à ses conséquences ultimes dans le rejet de l'ordre occidental chrétien. Par conséquent, on ne peut pas séparer le communisme du libéralisme. »
C'est Mgr Caggiano, cardinal de Buenos Aires, qui se charge de lui donner son imprimatur concernant les écrits religieux.
Régent de l'Institut d'enseignement privé de Santa Rita, il fut assassiné le 27 octobre 1974 en sortant de son domicile à Buenos Aires, dans un attentat attribué au « groupe du 22 août » de l'ERP.

## Œuvres
- Acerca de la libertad de enseñar y de la enseñanza de la libertad (1945)
- La idea y las ideologías (1949)
- Libre examen y comunismo (1961)
- Guerra contrarrevolucionaria (1964)
- Edición crítica del «Manifiesto comunista» (1969)
- Testamento político (publié en 1984)

### Commentaires
- Clementi, Hebe : « El pensamiento de Jordán Bruno Genta », revue Todo es Historia 22, n.º 253, p. 38-49, Buenos Aires, 1988.